# Чиклі (острів)
Чиклі (араб. شكلي)— острів, розташований в північній частині Туніського озера. Острів відомий завдяки Форту Сантьяго Чиклі, який був римською фортецею, яка була перебудована іспанським губернатором Луїсом Пересом між 1546 і 1550. Форт був повністю занедбаний в 1830 році.

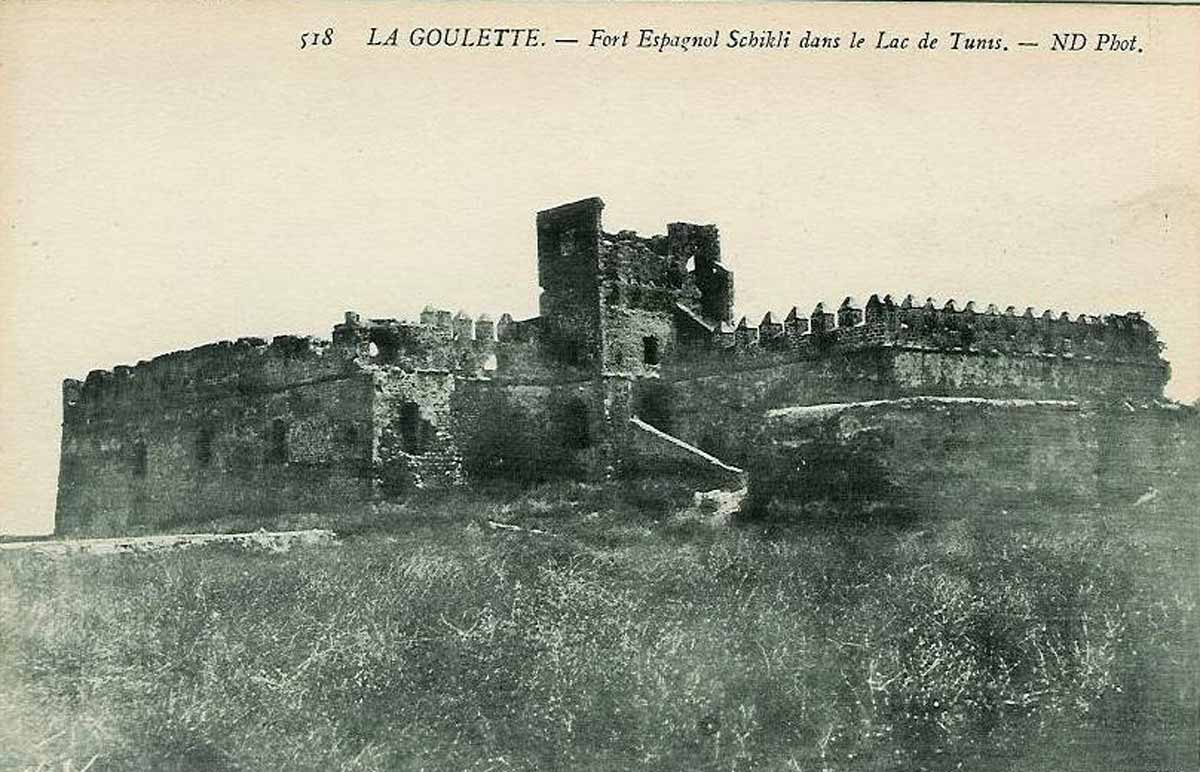
Острів Чиклі в 1900

Чиклі був оголошений культурною спадщиною в грудні 1993 року і належить Міністерству культури Тунісу. На сьогоднішній день форт відновлений і ведуться археологічні і реставраційні роботи.